# Букнет
«Букнет» (англ. Booknet; раніше «Літнет», англ. Litnet) — онлайн-платформа самвидаву, де зареєстровані користувачі можуть безкоштовно розміщувати свої художні твори (розповіді, романи й фанфіки) у жанрі нон-фікшн, дитяча література, фентезі та багатьох інших. Окрім цього, на платформі у вільному доступі доступна українська класика. Також сайт є платформою для проведення літературних конкурсів видавництв в різних жанрах.
Сайт має 3 мовні версії: російську (до 2022), іспанську, українську (з 2018) та англійську. 
«Букнет» надає можливість заробляти на літературній діяльності. Для цього потрібно виконати певні умови, зазначені на сайті. 
У червні 2022 року засновник проєкту Сергій Грушко повідомив, що продав російську частку бізнесу росіянам, а надалі зосередиться на розвитку дочірніх версій: української, іспанської та англійської під брендом «Букнет».